# Revír (seriál)
Revír je český komediální seriál z roku 2023 z mysliveckého prostředí natočený podle scénáře Vratislava Šlapáka a Luboše Svobody, pod režijní taktovkou druhého jmenovaného. Seriál vyprodukovala Televize Seznam. V hlavních rolích se objevují David Prachař, Jaromír Dulava, Kristína Svarinská, Ondřej Pavelka a další. Premiéra seriálu proběhla 25. března 2023.
Osmidílný komediální seriál Revír vypráví o životě členů nejstaršího mysliveckého spolku v prostředí české vesnice. Hlavní hrdinové čelí nejen divoké zvěři či nástrahám lásky, ale hlavně musí bránit svůj revír před zámožným podnikatelem.

## Výroba
Seriál se natáčel ve vesnici Skřivaň ve Středočeském kraji v srpnu a září 2022.

## Obsazení
| David Prachař      | Rudolf „Ruda“ Fuchs      |
| Marek Taclík       | Bohumil „Bouchal“ Štípal |
| Ondřej Pavelka     | pan předseda             |
| Jaromír Dulava     | Václav „Kazatel“ Štípal  |
| Kristína Svarinská | Diana                    |
| Antonín Mašek      | Adam „TikTak“            |
| Linda Rybová       | Tereza                   |
| David Matásek      | Leon Král                |
| Jitka Sedláčková   | paní předsedová          |
| Filip Rajmont      | Rychman                  |

## Seznam dílů
| Č. v seriálu | Původní název | Režie         | Scénář                          | Premiéra v ČR   | Sledovanost (v mil.) |
| --- | ------------- | ------------- | ------------------------------- | --------------- | -------------------- |
| 1 | Rvačka        | Luboš Svoboda | Luboš Svoboda, Vratislav Šlapák | 25. března 2023 |                      |
| Myslivci z Přibáně zjistí, že místní podnikatel Král začíná oplocovat jejich rybník jako součást podivné přírodní rezervace. Názor na jeho plány projeví členové spolku dost jasně na schůzi, která se ale zvrhne. |               |               |                                 |                 |                      |
| 2 | Diana         | Luboš Svoboda | Luboš Svoboda, Vratislav Šlapák | 25. března 2023 |                      |
| Ruda při studiu své role sv. Huberta potká v lese zjevení. Pod vlivem tohoto zážitku podá během představení mimořádný výkon. Adam se připravuje na přijetí do spolku, ale na ceremoniál se dostaví nový člen.      |               |               |                                 |                 |                      |
| 3 | Sokolník      | Luboš Svoboda | Luboš Svoboda, Vratislav Šlapák | 1. dubna 2023   |                      |
| Adam se pokouší na střelnici zlepšit si formu. Kazatel s Bouchalem vezou předsedova milovaného orla na předvádění. Diana s Adamem zkoumají v lese stopy zvěře.                                                     |               |               |                                 |                 |                      |
| 4 | Svatý Hubert  | Luboš Svoboda | Luboš Svoboda, Vratislav Šlapák | 8. dubna 2023   |                      |
| Podezřelé stopy se objevují všude. Ruda se připravuje na hrozící invazi divokých šelem. Adamova kapela září na mysliveckém plese, ale po jejich vystoupení dojde k záhadné loupeži.                                |               |               |                                 |                 |                      |
| 5 | Puma          | Luboš Svoboda | Luboš Svoboda, Vratislav Šlapák | 15. dubna 2023  |                      |
| Ruda oznamuje ostatním, že pozval na pomoc zahraničního lovce - specialistu. Král se rozhodne urychlit vypouštění zvířat a oznamuje to svým společníkům před rozhořčenou Dianou.                                   |               |               |                                 |                 |                      |
| 6 | Žoldák        | Luboš Svoboda | Luboš Svoboda, Vratislav Šlapák | 22. dubna 2023  |                      |
| Do revíru přijíždí lovec divoké zvěře Hamish McKenzie. Adam konfrontuje Dianu se svým podezřením. Předseda se snaží zachránit revír.                                                                               |               |               |                                 |                 |                      |
| 7 | Výbuch        | Luboš Svoboda | Luboš Svoboda, Vratislav Šlapák | 29. dubna 2023  |                      |
| Král, rozčilený vývojem situace, se rozhodne pro agresivní řešení. Hamish přijde s tradičním skotským využitím pro nalezenou leteckou pumu.                                                                        |               |               |                                 |                 |                      |
| 8 | Slavnost      | Luboš Svoboda | Luboš Svoboda, Vratislav Šlapák | 6. května 2023  |                      |